# Principado episcopal de Hildesheim
El principado episcopal de Hildesheim (del alemán: Hochstift Hildesheim) fue un Estado del Sacro Imperio Romano Germánico desde la Edad Media hasta 1803. Fue un principado eclesiástico regido por los titulares de la diócesis de Hildesheim, desempeñando por lo tanto funciones seculares y religiosas como príncipes-obispos. Recibió el nombre de su capital, Hildesheim.

## Historia

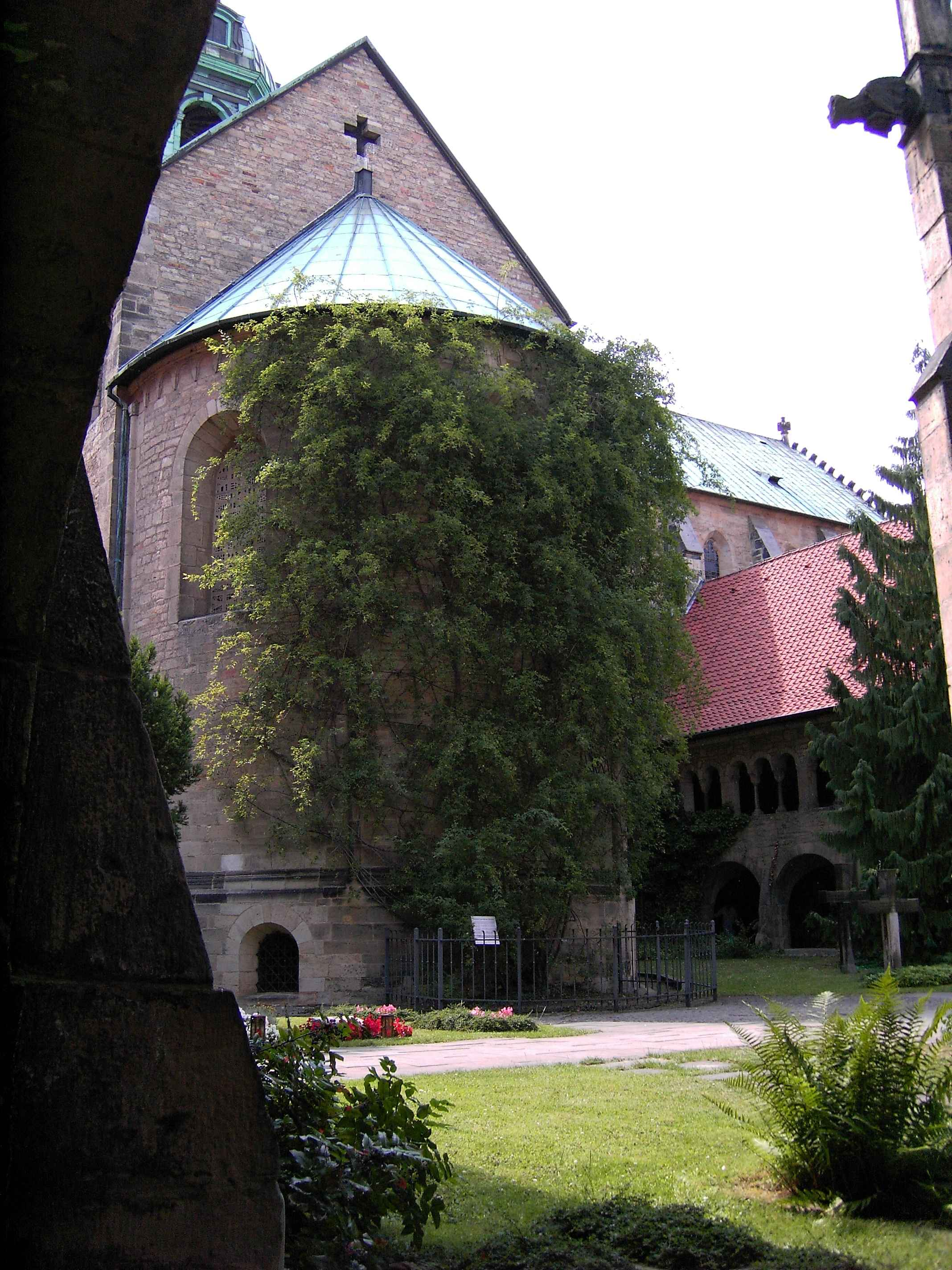
Rosal milenario de Hildesheim.

Después de que el ducado de Sajonia hubiera sido conquistado por el reino franco, el emperador Carlomagno en 800 fundó una diócesis misionera en su corte de Ostfalia en Elze (Aula Caesaris), a unos 19 km al oeste de Hildesheim. Su hijo el rey Ludovico Pío estableció el obispado de Hildesheim en 815, dedicado a la Virgen María.
De acuerdo con la leyenda proporcionada por los hermanos Grimm, el rey estaba cazando en el bosque invernal de Elze, cuando se dio cuenta de que había perdido su colgante con la reliquia de la Virgen María. Angustiado envió a su asistente quien finalmente descubrió un rosal florecido con la reliquia en sus ramas, que no la soltaba. Luis hizo construir una capilla en el costado del rosal, la futura catedral de Santa María. Una rosa canina todavía crece en el ábside de la catedral, llamada la Rosa milenaria (Tausendjähriger Rosenstock).
Su hijo el rey Luis el Germánico eligió al famoso anterior arzobispo de Reims, Ebbo, como obispo entre 845 y 847. El sucesor de Ebbo, Altfrid, empezó la construcción de la catedral, cuya disposición en planta no ha sufrido ningún cambio desde entonces. Durante la dinastía otoniana sajona, Hildesheim, conjuntamente con los obispados vecinos de Halberstadt y Magdeburgo, se convirtió en el territorio eclesiástico central del Sacro Imperio Romano Germánico. El obispo Bernward (993-1022) y su sucesor Gotardo (1022-1038) añadieron importante tradición arquitectónica y cultural al actual Patrimonio Mundial.
En el Reichstag en Maguncia de 15 de agosto de 1235 el obispo Conrado II alcanzó el reconocimiento oficial de Hildesheim como obispado principesco (Hochstift) por el emperador Federico II de Hohenstaufen. Como una consecuencia negativa de este logro, Hildesheim empezó a interferir con el vecino ducado de Brunswick-Lüneburg de la Casa de Welf, culminando en la Disputa Diocesana de Hildesheim (1519-1523) con el belicoso Enrique el Joven de Brunswick-Wolfenbüttel que llevó a una pérdida significante de territorios.
En el siglo XVI, la mayor parte de la diócesis así como la mayor parte del Estado de Hildesheim se pasó al Protestantismo. Sin embargo, el obispado no solo pudo mantener su independencia de los Estados protestantes de Brunswick-Lüneburg de su alrededor, sino que consiguió recuperar grandes partes de los territorios perdidos, en gran parte debido a que sus obispos fueron miembros de la poderosa Casa de Wittelsbach entre 1573 hasta 1761, destacando Clemente Augusto de Baviera desde 1723, quien también era arzobispo y príncipe-elector de Colonia,  príncipe-obispo de Münster, Osnabrück y Paderborn así como Gran Maestro de la Orden Teutónica.
Durante el proceso de mediatización alemana de 1803, Hildesheim perdió su condición de Estado, y el territorio fue otorgado al reino de Prusia. Prusia lo perdió poco después en favor del efímero reino de Westfalia. El Congreso de Viena de 1815 otorgó el territorio al reino de Hannover.

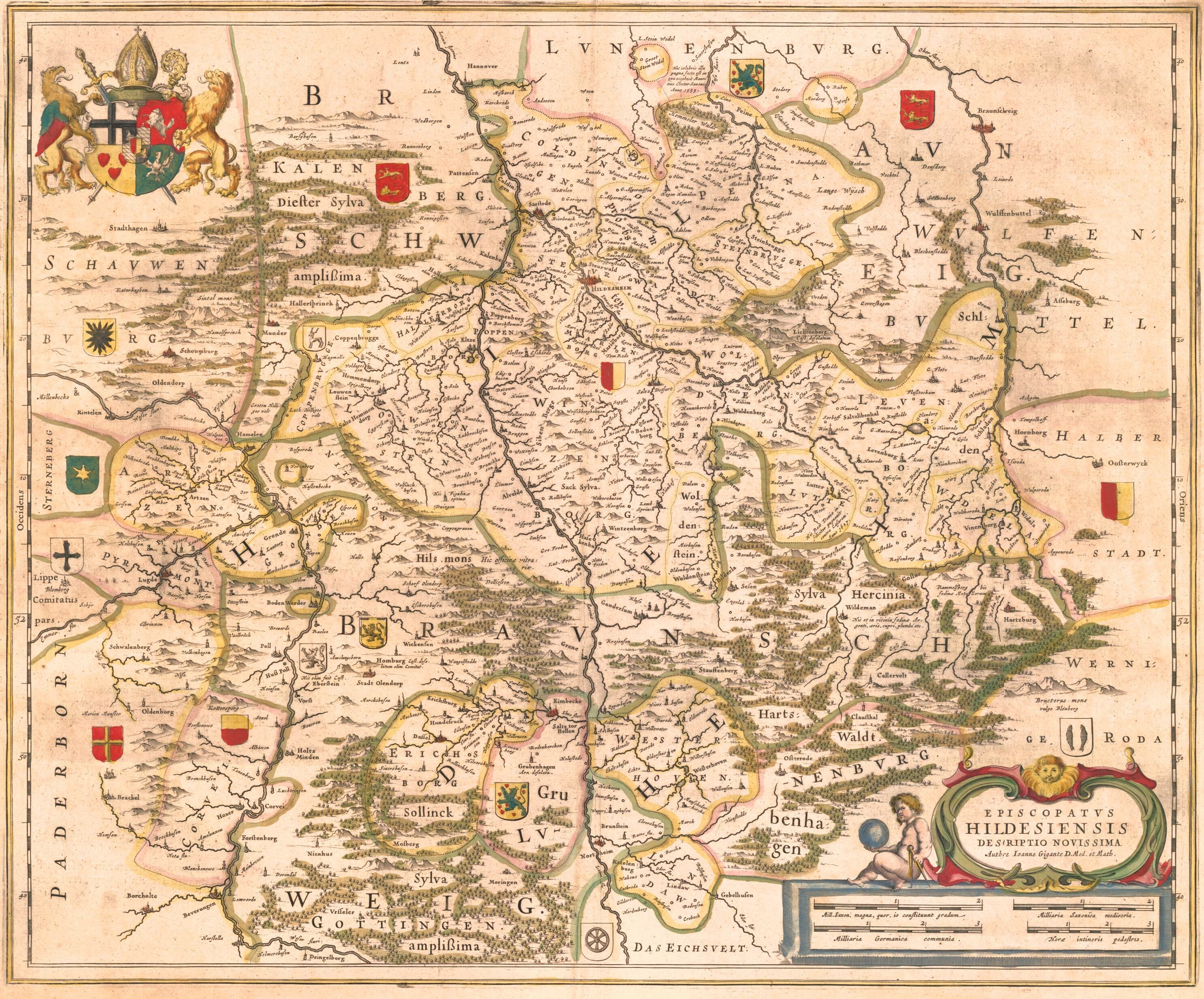
Episcopatus Hildesiensis, ed. por Joan Blaeu, 1645.

## Subdivisiones(Ämter)
- Aerzen
- Grohnde (Emmerthal)
- Coppenbrügge
- Erichsburg (Dassel)
- Hallerburg (Nordstemmen)
- Koldingen (Pattensen)
- Lauenstein (Salzhemmendorf)
- Lindau
- Liebenburg
- Lutter am Barenberge
- Marienburg (Hildesheim)
- Peine
- Poppenburg (Nordstemmen)
- Schladen
- Steinbrück (Söhlde)
- Steuerwald (Hildesheim)
- Vienenburg
- Westerhof (Kalefeld)
- Wiedelah (Vienenburg)
- Winzenburg
- Wohldenberg (Holle)
- Wohlenstein (Seesen)

## Príncipes-obispos de la casa de Wittelsbach
- Ernesto (1573-1612)
- Fernando (1612-1650)
- Maximiliano Enrique (1650-1688)
- José Clemente (1688-1723)
- Clemente Augusto (1723-1761)